# Willifrank Ochsner
Wilhelm-Francis Ochsner (31 de marzo de 1899 - 5 de diciembre de 1990) fue un general alemán en la Wehrmacht durante la II Guerra Mundial que comandó varias divisiones. Fue condecorado con la Cruz de Caballero de la Cruz de Hierro.
Ochsner se rindió al Ejército Rojo en el verano de 1944 en el curso de la Operación Bagration soviética. En 1947 fue sentenciado a 25 años de prisión por crímenes de guerra cometidos contra ciudadanos de la Unión Soviética. Ochsner fue liberado en 1955.

## Condecoraciones
- Cruz de Caballero de la Cruz de Hierro el 18 de enero de 1944 como Oberst y comandante de la 31. Infanterie-Division[1]